# Wilhelmsthal (Eckernförde)

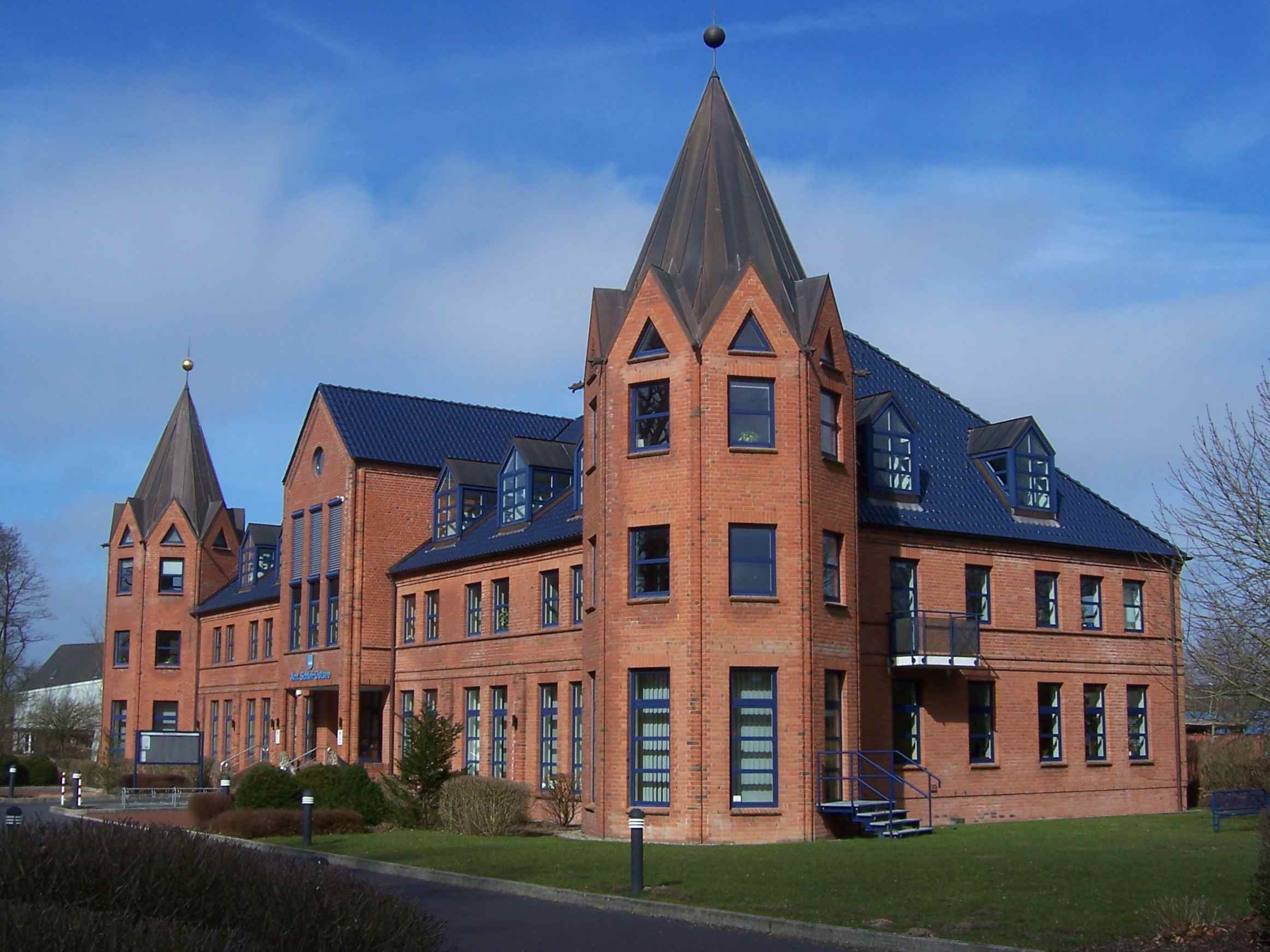
Verwaltungsgebäude des Amtes Schlei-Ostsee in Eckernförde-Wilhelmstal

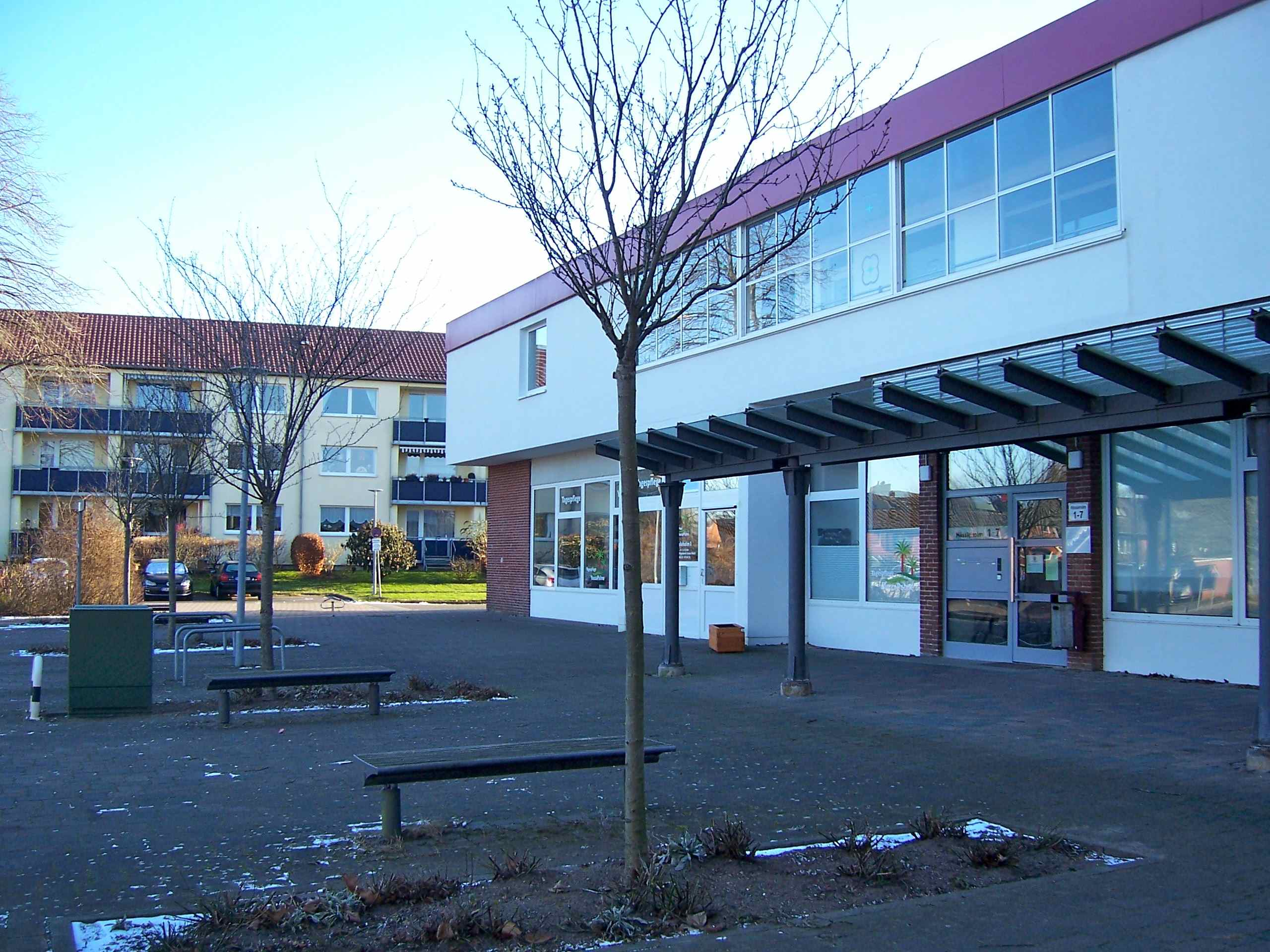
Ortsplatz Wilhelmsthal

Wilhelmsthal oder Wilhelmstal ist eine an der Eckernförder Bucht gelegene Ortschaft in Schleswig-Holstein, die heute vollständig zu Eckernförde gehört. Ab 1963 entwickelte sich Wilhelmstal zu einem neuen Stadtteil Eckernfördes.

## Geschichte
Wilhelmsthal war früher ein Meierhof des Gutes Marienthal (plattdeutsch: Mariendaal) und existierte wohl auch schon vor 1802, als das Gut Marienthal aus dem Gutsbezirk Windeby ausgegliedert wurde und damit Eigenständigkeit erlangte.
1835 wurde Wilhelmsthal verkauft und bildete fortan einen eigenen Hof innerhalb des Gutsbezirkes Marienthal, ab dem 30. September 1928 innerhalb der Gemeinde Marienthal, die seit 1973 den Namen Goosefeld führt. Mehrere Gebietsverschiebungen zwischen der Stadt Eckernförde und dem Gutsbezirk Marienthal im 19. Jahrhundert in beide Richtungen – so erhöhte sich beispielsweise nach dem Verkauf Wilhelmsthals 1835 dessen Areal um 50 Tonnen aus bisherigen Eckernförder Ländereien auf 146 Tonnen – führten dazu, dass der Kenntnisstand der Behörden über eigenes Areal mitunter eingeschränkt war.
Auf dem Messtischblatt von 1895 ist zu erkennen, dass damals westlich der heutigen Auf der Höhe weniger Flächen zu Wilhelmsthal und damit zum Gutsbezirk Marienthal gehörten, als heute Wilhelmsthal hinzugerechnet werden; im Osten waren es hingegen mehr Flächen. Die Eingemeindung Wilhelmsthals in die Stadt Eckernförde erfolgte 1930; einzelne Grenzkorrekturen erfolgten später.
Bis in die 1960er hinein bestand der Ort weiterhin nur aus dem Hofgebäude und zum Hof Wilhelmstal gehörender angrenzender Häuser. Das Ortsausgangsschild der Stadt Eckernförde an der Straße Auf der Höhe in Richtung Haby (L 42) war in den 1960er Jahren gleichzeitig das Ortseingangsschild Wilhelmstals, auf dem weiterhin Wilhelmstal – Gemeinde Marienthal – Kreis Eckernförde zu lesen stand. Die Bauarbeiten zur Errichtung eines neuen Stadtteils begannen 1963 zunächst auf der östlichen Seite der Straße Auf der Höhe mit fast einer ausschließlichen Wohnbebauung aus anfangs 23 Wohnblocks für Bundeswehrbedienstete, die anschließend gleich auf 64 Mehrfamilienhäuser mit 350 Wohnungen erweitert wurde. Nach und nach kamen im Ostteil weitere Mehrfamilienhäuser sowie Einfamilien- und Reihenhäuser hinzu. Es folgte ab 1971 auf der Westseite bis hin zur Rendsburger Straße (Bundesstraße 203 nach Rendsburg) die Bebauung mit Gewerbegebieten, Wohngebieten, Geschäftsgebieten sowie Schul- und Sportgebäuden. Auch das Verwaltungsgebäude des Amtes Schlei-Ostsee befindet sich im Westteil Wilhelmstals.

## Schulen

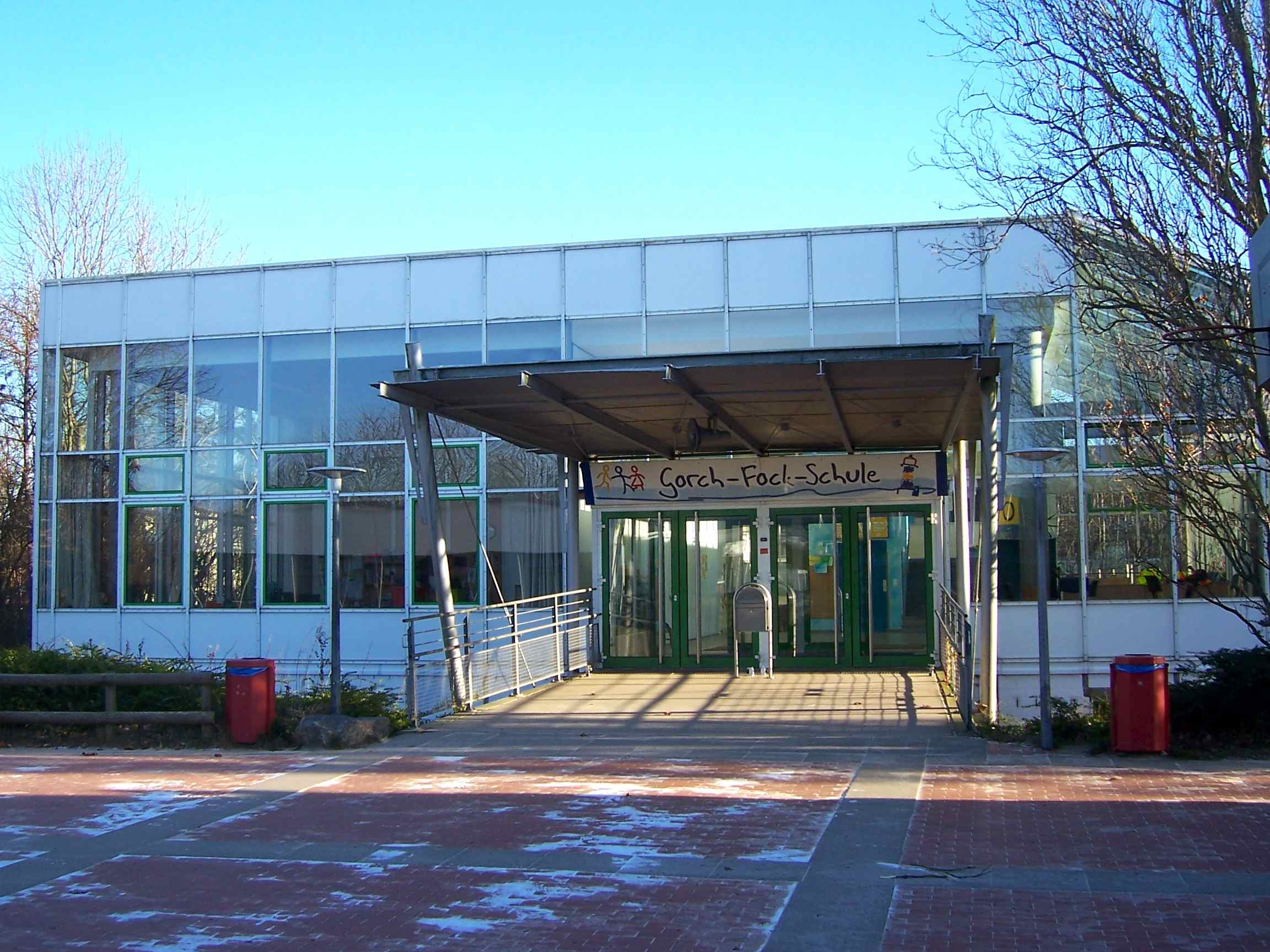
Gorch-Fock-Schule

In Wilhelmstal wurde der Unterricht im neu entstandenen Schulzentrum Süd im Osten des Westteils Wilhelmtals 1975 aufgenommen. Im Hauptgebäude sind die Jungmannschule (Gymnasium) und die Peter-Ustinov-Schule Eckernförde (Integrale Gesamtschule mit Oberstufe) untergebracht, ein wenig abseits davon die Gorch-Fock-Schule (inzwischen geschlossen, zuletzt Grundschule, zuvor Grund- und Hauptschule). Komplettiert wird das Gelände durch Sporteinrichtungen (Hallen und Plätze) und Mensa.
Bekannte Lehrer der drei Schulen sind: Wilhelm Lehmann (1882–1968), deutscher Schriftsteller (Jungmannschule), Karl-Heinz Groth (1940–2025), deutscher Schriftsteller (Gorch-Fock-Schule), Jürgen Anbuhl (1940–2022), ehemaliger Bundestagsabgeordneter (Peter-Ustinov-Schule).

## Gewerbe

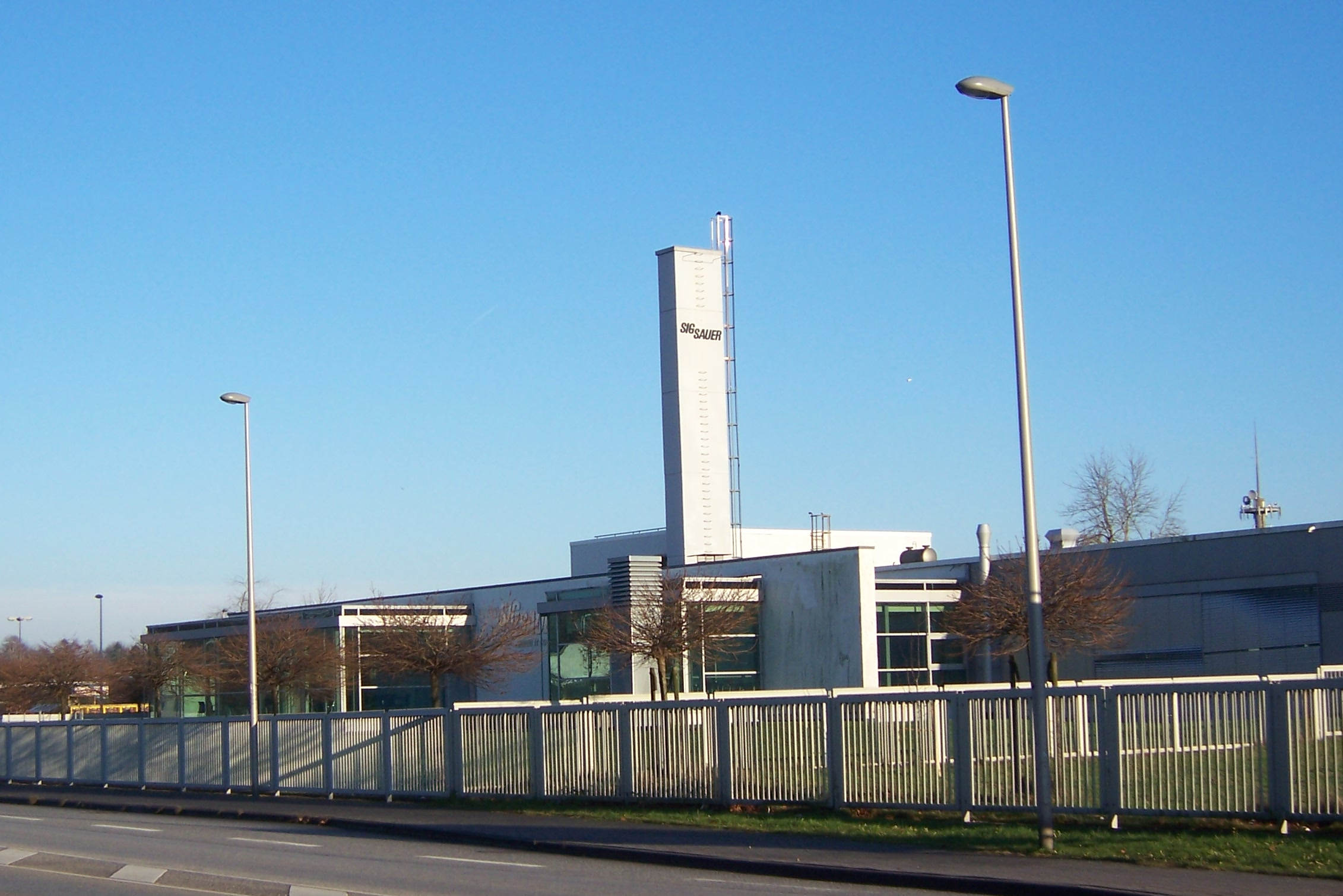
Werksgelände der SIG Sauer GmbH & Co. KG, zuvor der J. P. Sauer & Sohn in Eckernförde-Wilhelmstal

Das Gewerbe im Westteil Wilhelmstals (Gewerbegebiet Süd) besteht aus diversen unterschiedlichen Betrieben des Handwerks, der Produkterstellung, des Vergnügens und der Dienstleistung. Bekanntester Produzent war der Waffenhersteller SIG Sauer GmbH & Co. KG, eine Schwestergesellschaft der J. P. Sauer & Sohn, die hier im selben Werk zuvor Waffen produzierte. Die Firma wurde Ende 2020 geschlossen. Zum 1. Juni 2021 wurde die auf dem Werksgelände vorhandene Beschussstelle ebenfalls geschlossen.
Im westlichsten Teil ist ein Einkaufszentrum mit etlichen Einzelhandelsgeschäften unterschiedlicher Branchen, Tankstellen, Super- und Discountmärkten sowie einem Baumarkt entstanden. Größter Einzelhandelsbetrieb ist ein 2005 eröffnetes SB-Warenhaus der famila-Kette Nordost.

## Archäologisches Denkmal an der Osterrade

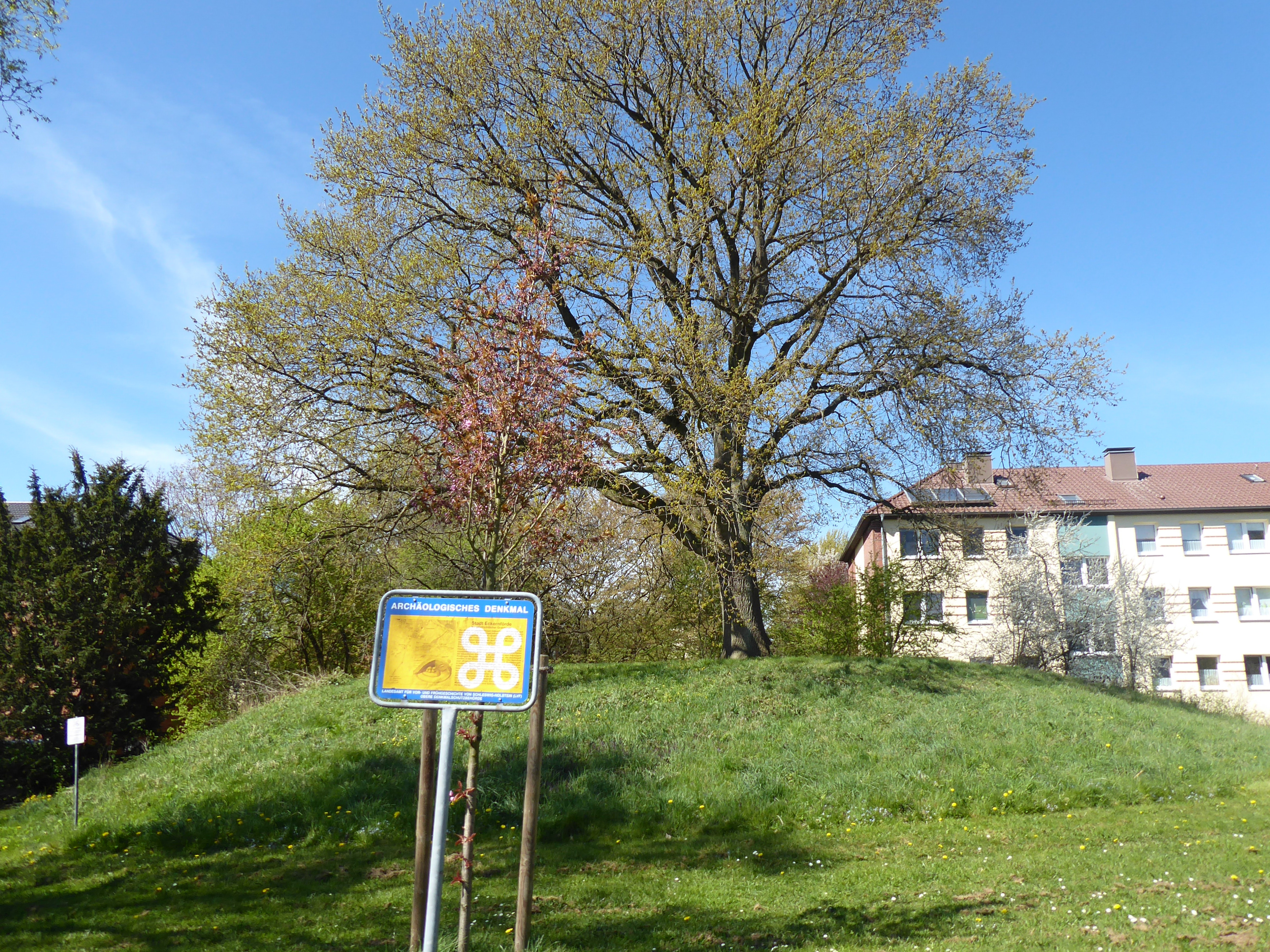
Archäologisches Denkmal

Ein archäologisches Denkmal befindet sich im Ostteil Wilhelmstals (frühgeschichtlicher Grabhügel). Entstanden ist der Grabhügel in kleinen Schritten in der Zeit von ca. 3500 v. Chr. bis ca. 1000 v. Chr. In dieser Zeitspanne wurden auf das ursprüngliche Einzelgrab immer mehr Gräber übereinander gelegt. Er ist als Bodendenkmal unter der ID-Kennung aKD-ALSH-Nr. 003 065 eingetragen. Hans Jockisch beschrieb den Grabhügel 1955 in seiner Auflistung der seinerzeit seit dem 7. Dezember 1954 im Altkreis Eckernförde geschützten Landschaftsbestandteile kurz mit bis 3 m hoch, angeackert, Bäume und Gestr.
Auf eine Besiedlung des Gebietes des heutigen Wilhelmsthals und des benachbarten Stadtteils Sandkrug schon in der Jungsteinzeit und Bronzezeit existierten auch nach Ende des Zweiten Weltkrieges diverse Hinweise, die dann vor allem Baumaßnahmen weichen mussten; beispielsweise besaß das Grundstück Domstag 25 (Bäckerei) in Sandkrug noch nach dem Zweiten Weltkrieg einen bronzezeitlichen Grabhügel mit einer Steinkiste, deren Deckstein eine Ritzung in Form einer Geweihstange aufwies.

## Sonstiges
Die Skulptur Der Fischer am Wilhelmsthaler Ententeich stammt von Karlheinz Goedtke.
Mit dem Umzug der J. P. Sauer & Sohn-Waffenfabrik von Eckernförde-Louisenberg nach Wilhelmsthal zu Beginn der 1970er Jahre zog auch gleichzeitig die Straßenbezeichnung Sauerstraße mit um; die ehemalige Sauerstraße in Louisenberg heißt seither Am Ort.